# Neotinea
Neotinea ist eine Pflanzengattung in der Familie der Orchideengewächse (Orchidaceae). Früher monotypisch, mit der Gefleckten Waldwurz oder Keuschorchis (Neotinea maculata) als einziger Art, wurde die Gattung 1997 aufgrund genetischer Untersuchungen erweitert und umfasst heute auch einige früher zur Gattung Orchis gestellte Arten.

## Beschreibung und Ökologie

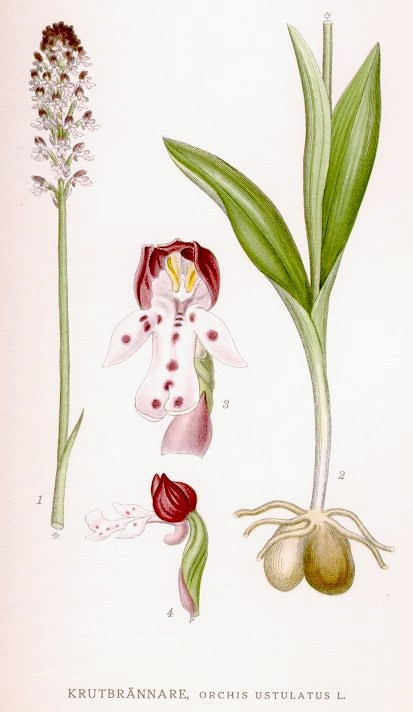
Illustration des Brand-Knabenkraut (Neotinea ustulata)

### Vegetative Merkmale
Die Neotinea-Arten sind relativ niedrigwüchsige und kleine, ausdauernde krautige Pflanzen. Sie bilden eirunde Knollen als Überdauerungsorgane, gehören also zu den Geophyten. Jede Pflanze besitzt dabei zwei Knollen, eine alte (vorjährige) und eine neue (diesjährige). Der aufrechte Stängel ist oft etwas bläulich überlaufen. Es sitzen zwei bis vier Laubblätter in einer grundständigen Rosette und ein oder zwei weitere am Stängel, diese können gefleckt oder ungefleckt sein.

### Generative Merkmale
Der dichtblütige Blütenstand ist im Umriss zylindrisch, manchmal konisch. Die Tragblätter sind als häutige Hochblätter ausgebildet. Die zwittrigen Blüten sind verhältnismäßig klein, sie sind grünlichweiß, strohfarben, weißlich oder rosa gefärbt, zygomorph und dreizählig. Die Blütenhüllblätter, vor allem die Lippe, sind oft dunkler rosa bis purpurn gefleckt oder tragen eine Linienzeichnung. Die Lippe ist dreilappig, der Mittellappen gelegentlich noch zweigeteilt, ihre Oberfläche oft mit kleinen Papillen besetzt. Der Sporn ist immer vorhanden, er kann kurz und konisch oder länger und zylindrisch sein. Die fünf anderen Kronblätter (Sepalen und Petalen) sind zusammen nach vorn geneigt und bilden einen Helm. Die Columna ist kurz, mit zwei großen, seitlichen Narben, die unten aneinanderstoßen. Die beiden Pollinien sind kurz gestielt. Die Samen sind wie bei allen Orchideen sehr zahlreich und staubfein, oft nur 1/4 Millimeter groß und ein Millionstel Gramm schwer.

## Systematik

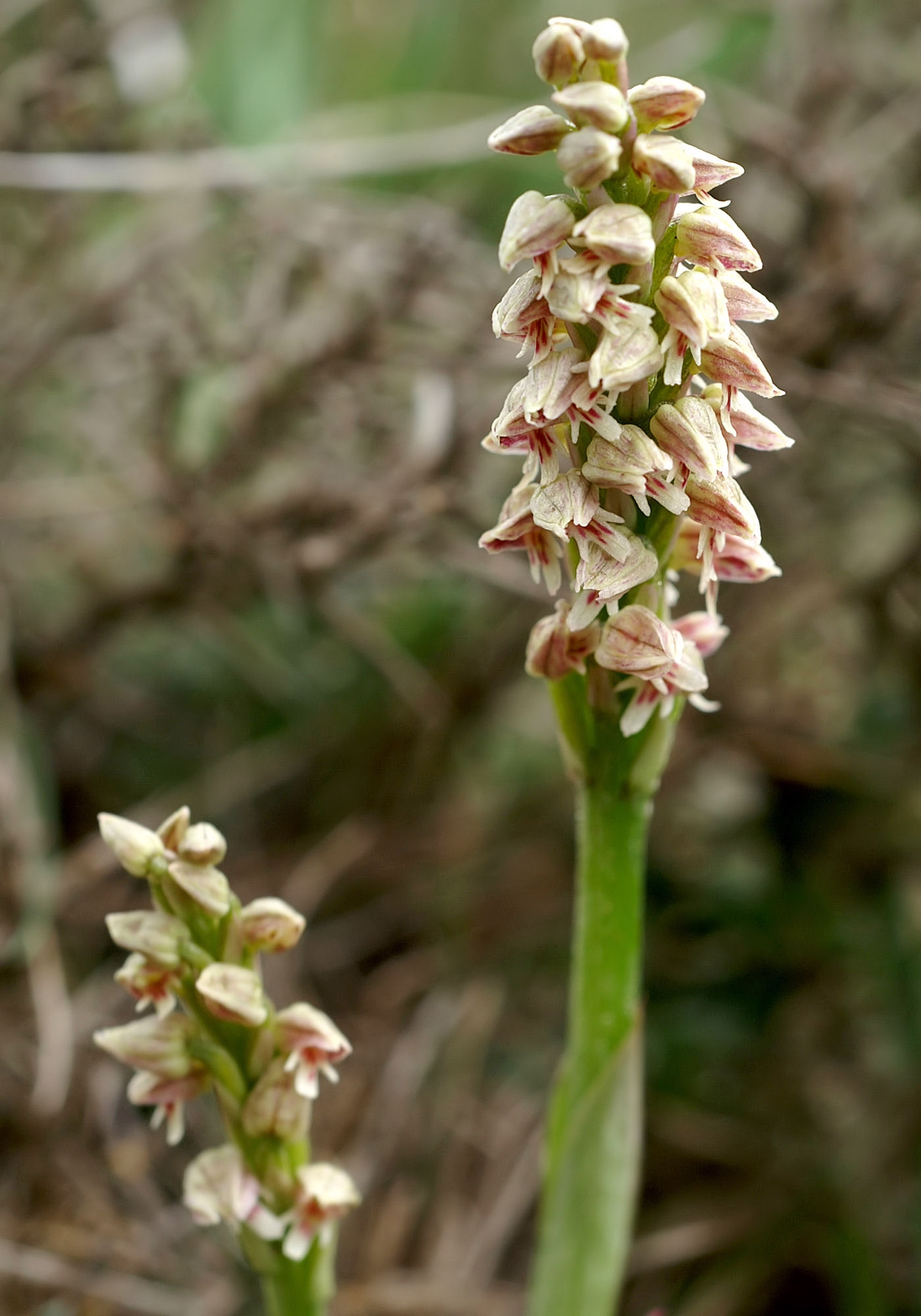
Keuschorchis (Neotinea maculata)

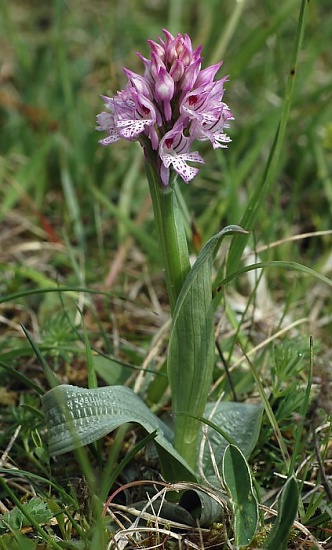
Habitus, Laubblätter und Blütenstand des Dreizähnigen Knabenkraut (Neotinea tridentata)

Die Gattung Neotinea wurde 1852 durch Heinrich Gustav Reichenbach in De Pollinis Orchidearum Genese ac Structura et de Orchideis in Artem ac Systema Redigendis Seite 29 aufgestellt. Typusart ist Neotinea maculata (Desf.) Stearn. Synonyme für Neotinea Rchb. f. sind Tinea Biv. nom. illeg., Odontorchis D.Tyteca & E.Klein. Der Gattungsname ehrt den italienischen Botaniker in Palermo Vincenzo Tineo (1791–1856).
Die früher monotypische Gattung Neotinea wurde in einer Revision der Subtribus Orchidinae durch Bateman 1997 auf der Basis von genetischen Merkmalen um die Arten der Sektion Galericulatae der Gattung Orchis erweitert. Diese Änderungen werden heute teilweise bereits als gültig angesehen, beispielsweise von Kew Gardens, haben sich jedoch bislang nicht vollständig durchgesetzt und sind auch nicht ganz unumstritten bei Experten.
Die Gattung Neotinea wird mit ihren vier Arten in zwei Sektionen gegliedert:
- Sektion Neotinea:
  - Keuschorchis (Neotinea maculata (Desf.) Stearn): Sie kommt von Nordwesteuropa bis zum Mittelmeerraum und in Makaronesien vor.[3]
- Sektion Tridentatae H.Kretzschmar, Eccarius & H.Dietr.:
  - Dreizähniges Knabenkraut (Neotinea tridentata (Scop.) R.M.Bateman, Pridgeon & M.W.Chase): Mit den Unterarten:
    - Neotinea tridentata R.M.Bateman, Pridgeon & M.W.Chase subsp. tridentata
    - Kegel-Knabenkraut (Neotinea tridentata subsp. conica R.M. Bateman, Pridgeon & M.W. Chase): Es kommt von Marokko bis ins südwestliche Frankreich vor.[3]

  - Milchweißes Knabenkraut (Neotinea lactea R.M.Bateman, Pridgeon & M.W.Chase, Syn.: Orchis lactea Poir.)[3]
  - Brand-Knabenkraut (Neotinea ustulata (L.) R.M.Bateman, Pridgeon & M.W.Chase, Syn.: Orchis ustulata L.): Es gibt seit 2006 zwei Varietäten:[3]
    - Neotinea ustulata var. aestivalis (Kümpel) Tali, M.F.Fay & R.M.Bateman[3]
    - Neotinea ustulata (L.) R.M.Bateman, Pridgeon & M.W.Chase var. ustulata[3]

Außerdem gibt es die Hybride:
- Neotinea × dietrichiana (Bogenh.) H.Kretzschmar, Eccarius & H.Dietr. = Neotinea tridentata × Neotinea ustulata.